# محمد ولی علیزی
محمد ولی علیزی (زاده ۱۳۴۸ ولسوالی کجکی - ولایت هلمند) سیاستمدار افغانستانی و نماینده مردم ولایت هلمند در دوره شانزدهم مجلس نمایندگان است. وی در مجلس شانزدهم نمایندگان افغانستان عضو کمیسیون مبارزه با مواد مخدر، مسکرات و فساد اخلاقی می‌باشد.

## زندگی‌نامه
محمد ولی علیزی زاده ۱۳۴۸ از ولسوالی کجکی ولایت هلمند است. وی تحصیلات متوسطه خود را در لیسه/دبیرستان عالی هلمند در سال ۱۳۸۲ به اتمام رسانید 

## دیگر فعالیت‌ها
دیگر فعالیت‌های وی:
- سخنگوی ولایت هلمند (۱۳۸۰-۱۳۸۴).
- ولسوال ولسوالی موسی قلعه (۱۳۸۳).
- فعالیت تجاری.
- سناتور انتصابی مشران جرگه
- والی ولایت هلمند.